# Аутономни регион Јужни Судан (1972–1983)
Аутономни регион Јужни Судан је била аутономна област и Судану основана 28. фебруара 1972. године на основу Споразума у Адис Абеби, којим је окончан Први судански грађански рат. Регион је укинут одлуком председника Судана Џафара Нумејрија 5. јула 1983. године. Прекид аутономије био је увод у Други судански грађански рат. Завршетком сукоба самоуправа је опет успостваљена 2005. године. Престао је да постоји након референдума о независности 9. јануара 2011, а званично од 9. јула исте године, када је Јужни Судан постао самостална држава.

## Уређење
Регион Јужни Судан састојао се из три регије — Екваторија, Горњи Нил и Бахр ел Газал. Главни град био је Џуба, а површина око 640.000 km². Већинско становништво чинили су народи Нуер, Шилук, Динке и Ачоли, а главна вероисповест била је хришћанство. Аутономном регијом управљало је „Високом извршно веће“ на челу са председником. Први председник био је Абел Алијер. Законодавна власт била је у рукама „Народни регионалне скупштине“.

## Председници извршног већа
| Период председавања              | Председник           | Партија                            |
| -------------------------------- | -------------------- | ---------------------------------- |
| 6. април 1972. — фебруар 1978.   | Абел Алијер          | Јужни Фронт                        |
| фебруар 1978. — 12. јул 1979.    | Џозеф Лагу           | Суданска афричка народна унија     |
| 12. јул 1979. — 30. мај 1980.    | Петер Гаткут         |                                    |
| 30. мај 1980. — 5. октобар 1981. | Абел Алијер          | Јужни Фронт                        |
| 5. октобар 1981 — 23. јун 1982   | Џизмала Абдала Расас | Јужносудански покрет за ослобођење |
| 23. јун 1982. — 5. јун 1983.     | Џозеф Џејмс Томбура  | Суданска афричка народна унија     |